# El Cuá
El Cuá là một khu tự quản thuộc tỉnh Jinotega, Nicaragua. Khu tự quản El Cuá có diện tích 637 ki lô mét vuông. Đến thời điểm năm 2005, huyện El Cuá có dân số 43305 người.